# Forte de Bela Vista
O Forte de Bela Vista localizava-se em posição dominante, sobre a margem esquerda do rio Apa, na altura do paralelo 22, em território hoje brasileiro, no estado de Mato Grosso do Sul.

## História
Constituía-se numa antiga posição paraguaia, integrante, de acordo com a informação de TAUNAY (s. d.), junto com Santa Margarida, Rinconada, Machorra e outros, de uma linha de pequenas fortificações defendendo o curso deste rio (linha lindeira à época) até à sua foz, na margem esquerda do rio Paraguai.
Considerado como chave para o controle estratégico da região, no contexto da Guerra da Tríplice Aliança (1864-1870), este forte foi eleito como objetivo tático pelo coronel Carlos de Morais Camisão, para ataque pelas forças do Exército brasileiro sob o seu comando.
No dia 21 de abril de 1867, diante o avanço da coluna brasileira, a aldeia e a fortificação foram incendiadas pelos seus defensores. TAUNAY (s. d.) relata que "(...) o forte, que apenas consistia em sólida estacada de madeira, foi ocupado, assim como a vila, por grande destacamento."
Sem suprimentos, principalmente gado, para manter a tropa (alimentação, transporte), a ocupação de Bela Vista mostrou-se insustentável. Surgiu, nesse impasse, o plano de marchar sobre a Fazenda Laguna, localizada quatro léguas ao sul de Bela Vista, de propriedade pessoal de Francisco Solano López, e destinada à criação de gado. Com esse objetivo, as forças brasileiras deixaram Bela Vista a 30 de abril, rumo ao desastre.